# Phryxe setifacies
Phryxe setifacies är en tvåvingeart som först beskrevs av Villeneuve 1910.  Phryxe setifacies ingår i släktet Phryxe och familjen parasitflugor. Inga underarter finns listade i Catalogue of Life.